# Kamenný potok (přítok Labe)
Kamenný potok je menší vodní tok v Českém středohoří, levostranný přítok Labe v okrese Ústí nad Labem v Ústeckém kraji. Délka toku měří jeden kilometry.

## Průběh toku
Potok pramení pod vrchem Vyhlídka (370 m) jižně od Mírkova, části obce Povrly, v nadmořské výšce 321 metrů a teče jihovýchodním směrem. Na potoce se nachází vodopády. Pod vrchem Strážný (275 m) potok zleva přijímá bezejmenný potok. Na dolním toku je potok veden pod zemí. Před ústím potok podtéká levobřežní železniční trať z Ústí nad Labem do Děčína a silnici I/62. Kamenný potok se v Mojžíři, části Ústí nad Labem, zleva vlévá do Labe v nadmořské výšce 132 metrů.